# Tetrazygia urbaniana
Tetrazygia urbaniana är en tvåhjärtbladig växtart som först beskrevs av Célestin Alfred Cogniaux, och fick sitt nu gällande namn av Léon Camille Marius Croizat och Mosc.. Tetrazygia urbaniana ingår i släktet Tetrazygia och familjen Melastomataceae. Inga underarter finns listade i Catalogue of Life.